# 1956 في بلغاريا
فيما يلي قوائم الأحداث التي وقعت خلال عام 1956 في بلغاريا.

## رياضة
- 1 يناير – الدوري البلغاري الممتاز 1956 الفائز سسكا صوفيا.
- 1 يناير – كأس بلغاريا 1956 الفائز ليفسكي صوفيا.

## مواليد

### فبراير
- 15 فبراير – تسفيتان يونشيف لاعب كرة قدم بلغاري.[1]

### أبريل
- 7 أبريل – فالنتين جانيف ممثل بلغاري.

### مايو
- 15 مايو – مارغريتا بوبوفا سياسية بلغارية.

### يونيو
- 14 يونيو – كيريل يوردانوف سياسي بلغاري.

### يوليو
- 30 يوليو – رادوسلاف زدرافكوف لاعب كرة قدم بلغاري.[2]

## وفيات

### يونيو
- 23 يونيو – مايكل آرلن (مواليد 1895) كاتب أرمني.[3]